# Cải tạo không giam giữ

## Khái niệm
Cải tạo không giam giữ là một trong các hình phạt của pháp luật hình sự Việt Nam. Theo thực tiễn thì có thể hiểu đây là hình phạt mà người phạm tội sẽ không phải thực hiện việc bị giam giữ. 
Người phạm tội vẫn được sinh hoạt tại cộng đồng nhưng sẽ phải chịu giám sát và quản lý của cơ quan nhà nước có thẩm quyền. 
Về bản chất thì đây là một hình thức mang tính răn đe nhưng cũng tạo điều kiện cơ hội cho người phạm tội không bị cách ly với xã hội, mang tính nhân văn, giáo dục cao của các nhà làm luật. Giúp cho người phạm tội có thể nhanh chóng hòa nhập lại với xã hội, không có sự mặc cảm tự ti. Người phạm tội có thể chủ động trong việc khắc phục hậu quả, sửa chữa các sai lầm do các hành vi của mình đã gây ra. 
Đồng thời cũng không tạo ra gánh nặng cho cơ quan quản lý trong việc quản lý người phạm tội theo phương thức tập trung. 

## Nguyên tắc áp dụng cải tạo không giam giữ
Theo quy định của pháp luật hình sự Việt Nam thì cải tạo không giam giữ là một trong 7 hình phạt chính. Hình phạt này được áp dụng với các loại tội phạm có mức độ nhẹ, thường là người phạm tội ít nghiêm trọng, phạm tội nghiêm trọng.
Yêu cầu để được áp dụng hình phạt này đó là người phạm tội thì sẽ phạm tội ít nghiêm trọng, nghiêm trọng và phải có nơi cư trú rõ ràng, đồng thời Tòa án thấy rằng không nhất thiết phải thực hiện việc cách ly những người này ra khỏi xã hội. 
Tòa án sẽ giao người phạm tội bị phạt cải tạo không giam giữ cho các cơ quan tổ chức nơi người phạm tội làm việc hoặc là phía cơ quan quản lý hành chính thường là phía Ủy ban xã nơi người đó cư trú để quản lý. 
Trong thời gian này thì người bị phạt cải tạo không giam giữ vẫn được đi làm bình thường, tuy nhiên phải tuân theo quy định về nghĩa vụ theo quy định và bị khấu trừ thu nhập. Theo quy định thì mức khấu trừ này sẽ là hàng tháng và từ 5% - 20%.
Trong trường hợp không đi làm, không có việc làm hay mất việc thì phải tham gia một số công việc lao động phục vụ cộng đồng. Thời gian làm việc không quá 04 giờ trong một ngày và không quá 05 ngày trong 01 tuần.
Cũng theo các quy định tại luật hình sự thì thời gian quy đổi giữa 1 ngày cải tạo không giam giữ và 1 ngày ở tù là ⅓, tức là 1 ngày ở tù sẽ bằng 3 ngày cải tạo không giam giữ. 
Thời điểm chấp hành án phạt cải tạo không giam giữ sẽ được tính từ ngày Cơ quan thi hành án hình sự Công an cấp huyện nhận được quyết định thi hành án.

## Nghĩa vụ của người cải tạo không giam giữ
Khi chấp hành việc cải tạo không giam giữ thì người cải tạo phải chấp hành các nghĩa vụ sau:
- Phải có mặt theo giấy triệu tập, phải thực hiện cam kết thực hiện đúng nghĩa vụ, trong trường hợp không thực hiện sẽ bị lập biên bản về việc vi phạm nghĩa vụ.
- Chấp hành nghiêm túc các quy định của pháp luật, thực hiện đầy đủ, đúng quy định với các nghĩa vụ của công dân tại địa phương. 
- Tích cực rèn luyện học tập, thực hiện đầy đủ đúng quy định về bồi thường thiệt hại, khắc phục hậu quả trong vụ án. 
- Nộp phần khấu trừ theo quy định, tham gia đầy đủ vào việc thực hiện các công việc lao động phục vụ cộng đồng.
- Khi vắng mặt tại địa phương thì phải làm đơn xin phép và cần có sự đồng ý của cơ quan nhà nước có thẩm quyền. 
- Không được xuất cảnh trong thời hạn cải tạo không giam giữ.
- Chịu sự giám sát của cơ quan nhà nước có thẩm quyền, có mặt tại cơ quan khi có yêu cầu. 
- Hàng tháng phải nộp bản tự nhận xét cho cơ quan nhà nước có thẩm quyền. 

## Cải tạo không giam giữ trên thế giới
Tại các quốc gia trên thế giới thì biện pháp cải tạo không giam giữ thì có nhiều hình thức cũng như tên gọi khác nhau gọi theo nhiều tên gọi khác nhau như ở Mỹ là quản thúc tại gia, Biện pháp cải tạo tại Tiệp Khắc cũ hay là Biện pháp cải tạo, giáo dục tại Hungary.
Tuy có thể gọi dưới nhiều tên khác nhau nhưng điểm chung đó là không phải là hình phạt tù, người phạm tội sẽ vẫn được sinh sống, làm việc tại cộng đồng, nhưng sẽ phải chịu sự giám sát của cơ quan có thẩm quyền. Cũng như là sẽ giới hạn một số phạm vi hoạt động. 
Theo thời điểm thì phải có mặt theo yêu cầu của cơ quan quản lý. Chấp hành nghiêm túc các quy định cũng như nghĩa vụ của pháp luật để tiếp tục thi hành hình phạt. 